# Marta Domachowska
Marta Domachowska (Varsóvia, 16 de Janeiro de 1986) é uma ex-tenista profissional polonesa, seu melhor ranking de 37ª em simples e de 62ª em duplas pela WTA.

## Finais

### Circuito WTA

#### Simples: 3 (0–3)
| Legenda (pre/post 2010)                      |
| -------------------------------------------- |
| Grand Slam (0–0)                             |
| WTA Tour (0–0)                               |
| Tier I / Premier Mandatory & Premier 5 (0–0) |
| Tier II / Premier (0–0)                      |
| Tier III, IV & V / International (0–3)       |

| Títulos por Piso |
| ---------------- |
| Duro (0–2)       |
| Grama (0–0)      |
| Saibro (0–1)     |
| Carpete (0–0)    |

| Resultado | N. | Data                   | Torneio             | Piso   | Oponente                | Placar        |
| Vice      | 1. | 27 de Setembro de 2004 | Seul, Coreia do Sul | duro   | Maria Sharapova         | 1–6, 1–6      |
| Vice      | 2. | Maio 21, 2005          | Strasbourg, França  | saibro | Anabel Medina Garrigues | 4–6, 3–6      |
| Vice      | 3. | Fevereiro 25, 2006     | Memphis, EUA        | duro   | Sofia Arvidsson         | 2–6, 6–2, 3–6 |

#### Duplas: 5 (1–4)
| Legenda (pre/pos 2010)                       |
| -------------------------------------------- |
| Grand Slam (0–0)                             |
| WTA Tour (0–0)                               |
| Tier I / Premier Mandatory & Premier 5 (0–0) |
| Tier II / Premier (0–0)                      |
| Tier III, IV & V / International (1–4)       |

| Títulos por Piso |
| ---------------- |
| Duro (1–3)       |
| Grama (0–0)      |
| Saibro (0–1)     |
| Carpete (0–0)    |

| Resultado | N. | Data                   | Torneio                 | Piso   | Parceira            | Oponente                                 | Placar               |
| Vice      | 1. | Janeiro 31, 2005       | Pattaya City, Tailândia | duro   | Silvija Talaja      | Rosa María Andrés Rodríguez Andreea Vanc | 3–6, 1–6             |
| Vice      | 2. | Maio 21, 2005          | Strasbourg, França      | saibro | Marlene Weingärtner | Marion Bartoli Anna-Lena Grönefeld       | 3–6, 2–6             |
| Campeã    | 1. | Janeiro 13, 2006       | Canberra, Austrália     | duro   | Roberta Vinci       | Claire Curran Liga Dekmeijere            | 7–6(5), 6–3          |
| Vice      | 3. | Julho 23, 2006         | Cincinnati, EUA         | duro   | Sania Mirza         | Gisela Dulko Maria Elena Camerin         | 4–6, 6–3, 2–6        |
| Vice      | 4. | 14 de Setembro de 2008 | Bali, Indonésia         | duro   | Nadia Petrova       | Hsieh Su-wei Peng Shuai                  | 7–6(4), 6–7(3), 7–10 |